# 日本テレビ日曜8時連続ドラマ
日本テレビ日曜8時連続ドラマ（にほんテレビにちようはちじれんぞくドラマ）は、日本テレビ系列局が日曜20時台に4期にわたって編成していた日本テレビ製作のテレビドラマ枠である。

## 概要
放送作品第3弾の『青春とはなんだ』以降、この時間帯には学園を舞台にした青春ドラマが何作にもわたって放送されていた。『西遊記』以降は、国際放映による特撮の要素を取り入れたファンタジー作品が放送されていたこともあった。
放送作品第1弾の『天下を取る』から第3弾の『青春とはなんだ』までは大正製薬の一社提供で、その後の作品群も同社をはじめ複数提供で放送されていた。なお大正製薬は、この時間帯がドラマ枠でなくなった後も引き続きスポンサーを務めている。
ナイターシーズン中、プロ野球ナイター中継が予定されている日には作品の放送を休止していた。1978年からは毎年8月末に『24時間テレビ 「愛は地球を救う」』が行われているが、同特番は当時は前日20:00から当日20:00までの放送だったため、本枠の編成には影響しなかった。
2023年現在の時間帯は『世界の果てまでイッテQ!』というバラエティ番組枠が放送されている。

## 編成時間
いずれも日本標準時。
- 日曜 20:00 - 20:56 （1964年10月25日 - 1965年4月11日）
- 日曜 20:00 - 20:56 （1965年10月24日 - 1968年12月29日）
- 日曜 20:00 - 20:56 （1970年1月18日 - 1972年9月24日）
- 日曜 20:00 - 20:55 （1972年10月1日 - 1975年9月28日）
- 日曜 20:00 - 20:54 （1975年10月5日 - 1981年4月19日）
- 日曜 20:00 - 20:54 （1981年12月6日 - 1982年9月19日）

## 放送作品一覧
- 天下を取る（1964年10月25日 - 1965年1月31日）
- 大物養成計画（1965年2月7日 - 4月11日）

この間はドラマの放送を中断し、『日曜ロードショー』（第2期、20:00 - 21:26）を放送。
- 青春とはなんだ（1965年10月24日 - 1966年11月13日）
- これが青春だ（1966年11月20日 - 1967年10月22日）
- でっかい青春（1967年10月29日 - 1968年10月13日）
- 進め!青春（1968年10月20日 - 12月29日）

この間はドラマの放送を中断し、『サンデー・スペシャル』→『コント55号の裏番組をぶっとばせ!』を放送。
- 姿三四郎（1970年1月18日 - 9月20日）
- 闘魂（1970年10月4日 - 1971年2月14日）
- おれは男だ! （1971年2月21日 - 1972年2月13日）
- 飛び出せ!青春（1972年2月20日 - 1973年2月18日）
- おこれ!男だ（1973年2月25日 - 9月30日）
- てんつくてん（1973年10月7日 - 1974年3月31日）
- われら青春! （1974年4月7日 - 9月29日）
- 水もれ甲介（1974年10月13日 - 1975年3月30日）
- おふくろさん（1975年4月6日 - 9月28日）
- 俺たちシリーズ
  - 俺たちの旅（1975年10月5日 - 1976年10月10日）
  - 俺たちの朝（1976年10月17日 - 1977年11月13日）
  - 俺たちの祭（1977年11月20日 - 1978年4月30日）
- 青春ド真中! （1978年5月7日 - 9月24日）
- 西遊記（1978年10月1日 - 1979年4月1日）
- 俺たちは天使だ! （1979年4月15日 - 11月4日）
- 西遊記II （1979年11月11日 - 1980年5月4日）
- 猿飛佐助（1980年5月11日 - 10月5日）
- 黄土の嵐（1980年10月26日 - 1981年1月25日）
- 宇宙空母ギャラクチカ（1981年2月1日 - 4月19日） - 海外ドラマ。

この間はドラマの放送を中断し、『日曜お笑い劇場』→『日曜8時!ドパンチ放送!!』を放送。
- 俺はご先祖さま（1981年12月6日 - 1982年3月14日）
- 陽あたり良好! （1982年3月21日 - 9月19日）

| 日本テレビ系列 日曜 20:00 - 20:56                                                                                          | 日本テレビ系列 日曜 20:00 - 20:56                                                | 日本テレビ系列 日曜 20:00 - 20:56                         |
| 前番組 | 番組名                                                                           | 次番組                                                    |
| --- | -------------------------------------------------------------------------------- | --------------------------------------------------------- |
| 日曜ロードショー（第1期） ※20:00 - 21:26 ↓ 東京オリンピック中継（日曜） （1964年10月11日 - 1964年10月18日） ※20:00 - 21:26 | 日本テレビ日曜8時連続ドラマ （1964年10月25日 - 1965年4月11日）                   | 日曜ロードショー（第2期）                                 |
| 日曜ロードショー（第2期）                                                                                                  | 日本テレビ日曜8時連続ドラマ （1965年10月24日 - 1968年12月29日）                  | サンデー・スペシャル （1969年1月5日 - 1969年4月20日）     |
| 日本テレビ系列 日曜 20:00 - 20:54                                                                                          |                                                                                  |                                                           |
| コント55号の裏番組をぶっとばせ! （1969年4月27日 - 1970年1月11日） ※20:00 - 20:56 【日曜19:00枠へ移動】                     | 日本テレビ日曜8時連続ドラマ （1970年1月18日 - 1981年4月19日）                    | 日曜お笑い劇場 （1981年5月3日 - 1981年9月20日）           |
| 日曜8時!ドパンチ放送!! （1981年10月11日 - 1981年11月29日）                                                                 | 日本テレビ日曜8時連続ドラマ （1981年12月6日 - 1982年9月19日）                    | 久米宏のTVスクランブル （1982年10月10日 - 1985年3月31日） |
| 日本テレビ系列 日曜 20:54 - 20:55                                                                                          |                                                                                  |                                                           |
| コント55号の裏番組をぶっとばせ! （1969年4月27日 - 1970年1月11日） ※20:00 - 20:56 【日曜19:00枠へ移動】                     | 日本テレビ日曜8時連続ドラマ （1970年1月18日 - 1975年9月28日） 【1975年10月廃枠】 | NNNニューススポット ※20:54 - 21:00 【1分拡大】            |
| 日本テレビ系列 日曜 20:55 - 20:56                                                                                          |                                                                                  |                                                           |
| コント55号の裏番組をぶっとばせ! （1969年4月27日 - 1970年1月11日） ※20:00 - 20:56 【日曜19:00枠へ移動】                     | 日本テレビ日曜8時連続ドラマ （1970年1月18日 - 1972年9月24日） 【1972年10月廃枠】 | NNNニューススポット ※20:55 - 21:00 【1分拡大】            |